# Aldo Biagiotti
Aldo Biagiotti (Sesto Fiorentino, 9 maggio 1923 – Firenze, 11 dicembre 2007) è stato un calciatore italiano, di ruolo centrocampista e centravanti.

## Carriera
Bandiera della SPAL degli anni '40, proviene dalla Fiorentina che già lo aveva prestato al Siena nel 1942 e lo dirotta a Ferrara nel 1946 dove l'anno successivo fa coppia con l'altro ex Viola Pandolfini e nel 1948 con l'altro ex fiorentino Badiali.
Paolo Mazza trasforma Biagiotti da centravanti (che tuttavia non ha mai avuto un grande feeling col gol) a centravanti arretrato, o come si dice allora alla Hidegkuti, poi come interno e diventa un punto fermo dei biancoazzurri sino al 1951, anno della promozione in Serie A. Gioca poi nell'Empoli e nella Sestese.
Successivamente è apprezzatissimo talent scout della Fiorentina, ma rimane anche in stretto contatto con la SPAL e con Mazza al quale suggerisce l'acquisto di Novelli, Di Giacomo e Mencacci.
Non ha mai disputato incontri nella serie A a girone unico, vince un Campionato toscano di guerra, ha collezionato 15 presenze e 5 reti con la Fiorentina nell'anomalo campionato 1945-46.

## Palmarès

### Club

#### Competizioni nazionali
- Serie B: 1

SPAL: 1950-1951